# Fixsenia alborecessa
Fixsenia alborecessa är en fjärilsart som beskrevs av Ruggero Verity 1946. Fixsenia alborecessa ingår i släktet Fixsenia och familjen juvelvingar. Inga underarter finns listade i Catalogue of Life.